# جيمس إي. لونغ
جيمس إي. لونغ (بالإنجليزية: James E. Long)‏ هو سياسي أمريكي، ولد في 19 مارس 1940 ببرلنغتون في الولايات المتحدة، وتوفي في 2 فبراير 2009 برالي في الولايات المتحدة بسبب سكتة. حزبياً، نشط في الحزب الديمقراطي. وقد انتخب عضو مجلس نواب كارولينا الشمالية.